# AslanBeatz

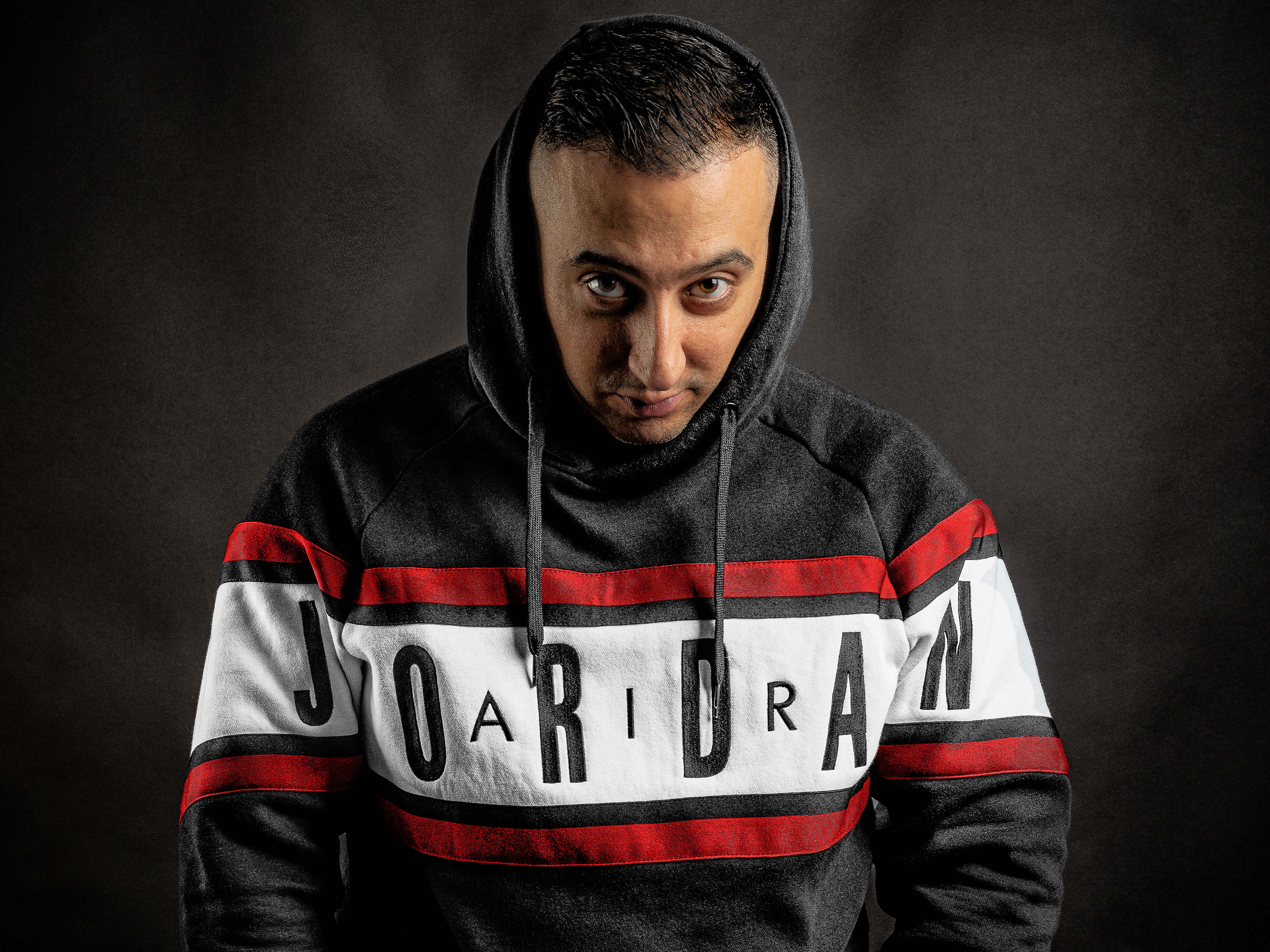

AslanBeatz (* 18. November 1981 in Freudenstadt; bürgerlich Süleyman Altun) ist ein deutscher Musikproduzent, dessen Wurzeln in der Türkei liegen. Seine Kollaborationen mit Künstlern wie Kurdo, Boef, Kay One oder Fard machten ihn als Beatproduzenten in Deutschland bekannt.

## Werdegang
Sein Vater wurde 1959 in Diyarbakır und seine Mutter 1957 in Sivas geboren. Er hat außerdem noch zwei jüngere Brüder die wie er in Deutschland geboren sind. AslanBeatz ' sammelte seine ersten Erfahrungen als Musiker im Alter von 14 Jahren, als er als Schlagzeuger in einer türkischen Band spielte. 2003 fing er dann an sich mit dem Produzieren von Instrumentalen zu beschäftigen. Er brachte sich alles selbst bei. Im Jahre 2009 gelang ihm der Durchbruch in der deutschen Rapszene, als er für Snaga & Fard einen Song auf dem Talion Album produzierte. In der Folgezeit kamen Kollaborationen mit Künstlern wie Amaris, Alpa Gun, Anonym, Boef, Dú Maroc, Gent (der damals beim Label von Kollegah-Alpha Music Empire gesigned war,) Kay One, Kurdo, Moe Mitchell,  zustande die auch Chartplatzierungen verbuchen konnten (siehe Geboren um zu sterben).

## Diskografie
- 2009 Das letzte Mal auf Talion von Snaga & Fard
- 2010 MMA auf Die Stimme Der Stummen von Animus
- 2011 Action YouTube Single von Automatikk
- 2011 Discotarif (Remix) auf Die Sagenhafte Geschichte des J-Luv für J-Luv
- 2011 Track 2, 4, 5, 6 & 10 auf Leben - In vollen Zügen von Jifusi
- 2012 60 Bars YouTube Single von Kurdo
- 2012 Ruhum auf Strassensoul von Amaris
- 2012 Bottles & Models YouTube Single von Kay One & Red Cafe feat. Emory
- 2014 Macho Türke auf Geboren Um Zu Sterben für Alpa Gun feat. Mustafa Alin
- 2016 Nice To Beat You (eigenes Album)
- 2017 Aslan auf Slaaptekort von Boef
- 2017 Roots (eigenes Album)
- 2017 Burning Beatz Vol.1 (eigenes Album)
- 2017 Ja! Ja! Ja! Ja! auf Die Zukunft von Malik
- 2018 Hannoveraner auf Hannoveraner von Anonym
- 2018 Ganz soft Achi auf Mocro von Dú Maroc
- 2018 Ego Single von Tolgvn
- 2019 Alpha Empire auf Kanun von Gent feat. Jigzaw & Asche
- 2019 Burning Beatz Vol.2 (eigenes Album)
- 2019 Prozess YouTube Single von JoshiParka produziert mit KD-Beatz
- 2019 Burning Beatz Vol.3 (eigenes Album)
- 2020 Racon (eigene Single)
- 2020 Kairo (eigene Single)
- 2020 Bozar Mı Sandın Acılar 2 feat. Cehennem Beat (eigene Single)
- 2020 G-Saz 2 (eigene Single)
- 2020 Adana feat. Acnatro (eigene Single)
- 2020 Intikam feat. Cehennem Beat (eigene Single)
- 2020 Racon 2 (eigene Single)
- 2020 Kadir feat. Pasha Music (eigene Single)
- 2020 Helepçe feat. Servet Tunç (eigene Single)
- 2020 Bülbül (eigene Single)
- 2020 Ben Ölem Lo (eigene Single)
- 2020 G-Saz 3 (eigene Single)
- 2020 Esecez feat. Cehennem Beat (eigene Single)
- 2020 Maske feat. Pasha Music (eigene Single)
- 2021 0,00 Waage auf Mister Kriminell von Hemso